# Эльгян (озеро)
Эльгя́н (якут. Элгээн, также Элген, Эльген, Элгээн) — озеро на северо-западе Якутии, в Саскылахском наслеге Анабарского улуса. Расположено в тундровой местности, на полуострове Терпяй-Тумса, в 3,8 км от побережья Оленёкского залива моря Лаптевых, между устьями рек Оюлах-Юрях и Чайдах-Юрях.
Имеет овальную форму, слегка вытянуто с севера на юг. Берега слабо изрезаны, участками заболочены.
Площадь озера 18,8 км². Площадь водосбора составляет 65,4 км². Высота над уровнем моря — 2 м. Протяжённость озера 6,3 км, максимальная ширина в центральной части составляет 3,9 км.
Острова на водоёме отсутствуют. Значительных притоков не имеет. Отмели у южного берега. Из заболоченной местности на юго-западе вытекает речка Баганытта, которая, сливаясь с Баганытта-Сяне, впадает в Оленёкский залив моря Лаптевых. К северо-западу расположено более крупное озеро Баганытта-Кюёль.